# ツォルンドルフの戦い
ツォルンドルフの戦い（ツォルンドルフのたたかい、ドイツ語: Schlacht bei Zorndorf）は、七年戦争中の戦闘で、1758年の8月25日に行なわれた。

## 経緯
ロイテンの戦いに勝利したプロイセン軍はそのまま南下し、オルミュッツを包囲した。しかしドームシュタットルの戦いで補給部隊が敗れ、さらに東からロシア帝国軍がベルリンに迫っていることを知ったフリードリヒ大王はロシア軍の迎撃を決意する。フェルマー率いる4万3000のロシア軍勢は既にベルリンまで100kmの地点に迫り、そのままオーストリア軍と合流する気配も見せていた。フリードリヒがプロイセン軍を北上させロシア軍の後方に追い着くと、キュストリンから10km北東のツォルンドルフで両軍は対峙した。

## 戦闘
8月25日、フリードリヒの歩兵はロシア軍の若い徴集兵のみで構成された“監視部隊”を攻撃する。プロイセン軍の砲撃は敵歩兵に甚大な被害を与えるが、砲撃による砂埃で視界が悪化し、その後の歩兵隊による攻撃は見当違いな敵部隊と接触した。ロシア軍の反撃によってプロイセン歩兵は総崩れになり、森の中へ一斉に逃げ込んだ。ロシア軍の歩兵と騎兵はそれを全力で追撃するが、高名なザイトリッツのプロイセン騎兵隊は敵の長く伸びた戦線の側面を突き、逆にロシア軍を押し返した。
その後の戦いで両軍は早くも弾薬が尽き、視界が最悪な中で白兵戦に突入する。ワイン樽の補給物資を守るように命令されたロシア軍の派遣部隊が泥酔するまで飲み続けるという場面もあった。幾つかのプロイセン軍大隊が疲労の兆しを見せると、フリードリヒ自ら彼らを率いて突撃した。戦いは18世紀のこの時期でもっとも血みどろの戦いとなった。あるプロイセン軍の士官は「ロシア兵の体が戦場で列になって積み重なっていた。ロシア軍の砲兵は我々のサーベルによって切り刻まれている間も大砲にキスし、一向に退却する兆しを見せなかった」と述べている。戦いの後、フリードリヒは有名な言葉を残している：「ロシア人を殺すのは味方に引き入れるよりも簡単だ」。

## 余波
凄惨な戦いは日没まで続き、ロシア軍の監視軍団は8割の損害を被った。全体的な損害としては、プロイセン軍が全体の32%にあたる1万2800名を失い、ロシア軍は全体の40%におよぶ1万8000を失った。しかしながら勝敗ははっきりとせず、数日の間は砲撃戦を続けていた。フェルマーは自軍の損害が甚大であることを認め、最初に退却した。この退却によってロシア軍とオーストリア軍の合流は妨げられ、今でもロシアの歴史家はこの行動に異議を唱えている。
フリードリヒが先にロスバッハの戦いとロイテンの戦いでの勝利に比べれば見劣りする結果とは言え、この3度目の勝利は彼の評価をさらに高めた。